# ヴァルーシアの蛇人間
ヴァルーシアの蛇人間（Serpent Men）あるいは、Snake Men、Serpent Person、Serpent Folkは、クトゥルフ神話に登場する架空の種族。特にヴァルーシアン（Valusian）の表記は、ヴァルーシアの蛇人間を指す。
ヒト型爬虫類に分類されるキャラクターであり、先史時代に繁栄し人類以前に地上を支配していた知的種族の一つ。
初出は、ロバート・E・ハワードの〈キング・カル〉シリーズ、『ウィアード・テイルズ』1929年8月号収録の『影の王国』。またクラーク・アシュトン・スミスも独自に『二重の影』と『七つの呪い』（共に1934）で蛇人間を描写している。この時点でハワードとスミスの蛇人間は全く無関係のキャラクターだったが、ハワード・フィリップス・ラヴクラフト（以下HPL）、リン・カーターらによって設定が拡張され、後続作品と世界観が結び付けられた。
小説以外では、ロイ・トーマスとマリー・セヴリンによってマーベル・コミックスの『カル・ザ・コンカラー vol.2(1971年9月)』で登場した。
オリジナルであるハワードの『影の王国』の蛇人間と、後にクトゥルフ神話ジャンルで体系化された蛇人間は設定に差異がある。
蛇人間の亜種大地の妖蛆についても項を設けて述べる。

## 解説
爬虫類の特徴を持った人型の知的生命体は、古くから知られた普遍的なモチーフである。HPLは1921年作品『無名都市』において、先史時代に繁栄し、現在は数を減らして衰退しつつある「四つん這いの蜥蜴人類」を登場させた。リン・カーターとスミスはこれに触発され、クトゥルフ神話に蛇人間を適合させる試みを始めた。対してハワードの蛇人間は独自のキャラクターだったが、次第に設定を拡張し世界観を接合している。

### 歴史
〈キング・カル〉シリーズは、紀元前10万年前のアトランティス時代を舞台とし、ヴァルーシア（Valusia）は、アトランティスの東にあるトゥーレ大陸の七帝国の中で最大の勢力を誇っていた。これらの設定は、ハワードが〈英雄コナン〉シリーズの執筆にあたり、カル物語とコナン物語を接合するために作ったものである。トゥーレの蛇人間はヴァルーシア王国を築いたが、台頭してきた人類との勢力争いに敗れ、伝説の存在として語られるのみとなった。しかし蛇人間は人間に化けて影からヴァルーシアを支配していた。だがカル王が蛇人間を一掃する。
〈英雄コナン〉シリーズでハワードは、約2万年前のハイボリア時代で再び蛇人間を登場させているが、ここでは、巨大な蛇に人間の頭部を備えた姿（Man-Serpent）か単に巨大な蛇として描写されている。セトの子と呼ばれ、スティギア王国で信仰の対象となっていた。スティギア（stygia）はエジプトに相当する、ハワードの作ったハイボリア時代の架空の国家である。スティギアは、かつてのトゥーレ大陸の南端の一部であり、僅かに生き残った蛇人間が大陸の隆起と沈降を逃れていた。そこにレムリア人によって追いやられたスティギア人が侵入し、蛇人間は信仰の対象として祀られるようになった。
〈ブラン・マク・モーン〉シリーズでは、大地の妖蛆として蛇人間の退化種（後述）が登場した。舞台は3世紀のスコットランドであり、当時のスコットランドはケルト系のピクト人が支配しており、ローマ帝国と争っていた。ブランはピクト人の王である。
カルとコナンは架空の時代だったが、ブラン物語は現実の歴史に則っている。これは、ハワードが3つのヒロイック・ファンタジーのシリーズを繋げ、地球の歴史を巡る物語として接合させることを目的としたことによる。ブラン物語では、HPL作品に登場したルルイエ、クトゥルフなどの固有名詞が明示されている。

### 世界観の接続
蛇人間の歴史設定は、ハワードだけでなくHPLとリン・カーターらも複数作品で世界観を接合していった。カーターが統合したといえるが、矛盾があり数字は当てにならず、スミスらの原設定とは食い違っている（ハイパーボリアとハイボリアを接続するなどしているが無理がある）。
もともとヒト型爬虫類のキャラクターは、ハワード以前にも創作やオカルト論で登場しており、それらの影響下で『影の王国』が書かれた。ハワード蛇人間とは別に、HPL爬虫類種族と、スミス蛇人間が生まれている。
HPLはハワードの『影の王国』に先駆け、最初期クトゥルフ神話作品『無名都市』（1921）で知的生命体に進化した爬虫類を登場させている。その後『闇をさまようもの』（1936）では呪物「輝くトラペゾヘドロン」の過去の持ち主がヴァルーシアの蛇人間であると設定している。また蛇のクバア（K'baa the Serpent）との関係性を仄めかしている。また『墳丘の怪』という作品がありヨスという場所がある（カーターの節にて説明する）。
スミスは、500万年前のハイパーボリアに蛇人間が文明を築き、ヴーアミ族や人類に追いやられ地下に逃れたという物語を作った。ハイパーボリアは氷期により100万年前に滅びた。スミス蛇人間は、アトランティスの邪鬼、ハイパーボリア地下の科学者という2つの異なる描写がなされる。
リン・カーターは、「エイボンの書」にまつわる短編群を通し、ハワード系HPL系スミス系を統合して、蛇人間の歴史を整理している。カーターの物語で蛇人間は、原初の大陸（パンゲアか？）の最初の支配者となり、二畳紀（ペルム紀）に蛇の神イグを崇拝して帝国を築いた。彼らの文明は高度な科学・魔術・錬金術で繁栄したが、2億2500万年前の三畳紀に恐竜の台頭と共に崩壊し、あるいは邪神アフーム＝ザーのもたらす冷気により崩壊し、蛇人間は北米地下のヨス（Yoth）に逃れた。ヨスの蛇人間たちはイグからツァトゥグァに宗旨替えしたことでイグの怒りを買った。イグの神罰を免れた者たちはハイパーボリア大陸に移住し、氷河期で衰退するハイパーボリアから温暖なレムリアに移住したとも、中生代の紀元前6500万年頃に滅んだハイパーボリアのシャッゴン（Shuggon）から蛇人間がトゥーレ大陸に移住したという物語で恐竜の時代から新生代までの歴史を結び付けている。この後に続くのがアトランティストゥーレヴァルーシアカル王の『影の王国』の物語である。
ロイ・トーマスとマリー・セヴリンのマーベル・コミックスの設定では、蛇人間は悪魔セトによって作り出され、カルやコナンの活躍により約8000年前に大半が絶滅したが現代まで生き残っている。
クトゥルフ神話TRPGはカーター系との重複率が高い。

### 姿
蛇人間の歴史が作者ごとに異なるように姿もしばしば異なっている。
基本的に鱗と尻尾のある直立二足歩行の知的生命体だが、〈コナン〉シリーズのように蛇に近い姿の場合やL・スプレイグ・ディ・キャンプによるハワード死後のコナン作品には、メドゥーサのように蛇の頭髪を持つ蛇人間も登場した。

### 宗教
奉仕種族か独立種族かは、設定により可変である。カーター系でイグ（およびハン、バイアティスの蛇神三柱）とツァトゥグァが出てくる。ハワード系では蛇神セトが登場する。スミス系は神が出ずに独立種族になっている。

### 主な登場作品
- ロバート・E・ハワード：影の王国
- クラーク・アシュトン・スミス：二重の影、七つの呪い
- リン・カーター：二相の塔、最も忌まわしきもの、「レムリアン・サーガ」ゾンガーと魔道師の王
- ジョン・R・フルツ：スリシック・ハイの災難[注 5]
- ローレンス・J・コーンフォード：ウスノールの亡霊

### 人物
- ススハー - 首領。レッサー・オールド・ワンとも。
- ズロイグム - 黒魔術師。『二相の塔』の主人公。
- クシム - 薬剤師。『スリシック・ハイの災難』の主人公。

## 大地の妖蛆
仮称。蛇人間の退化亜種である。
蛇人間と同様にロバート・E・ハワードが創造し、『夜の末裔』『闇の種族』『大地の妖蛆』『妖蛆の谷』といった作品に登場している。ハワードはこの種族に固有名を設定しておらず、呼称の一つが各種事典で種族名とされている。作品についてはロバート・E・ハワードのクトゥルフ神話を参照。
短身醜躯で、皮膚は鱗に覆われている。黄色い目が特徴。言語や剣を扱う知性がある。人間種族との混血がいる。
爬虫類や蛇に形容される。Wormは妖蛆と訳されているが、爬虫類を指す言葉で、この種族の蛇への形容を表現する。
ブリテン島に最初に住んだ民族であるが、後にやって来たピクトなどの異民族に敗れて地底へと追いやられ、小鬼や妖精や小人や魔女伝説の原型となった。
独自の原始宗教を有し、黒の碑や邪神を崇拝する。この邪神は無名だがゴル＝ゴロスとの関連が示唆され、またダゴン、クトゥルフ、ルルイエといったHPL由来の名前も挙げられる。
この種族は、ハワード以外の作家はほとんど使っていない。ハワードは種族名を設定しておらず、「夜の末裔」「闇の種族」「大地の妖蛆」など、言及ごとに呼び名を変えている。ハワードの作品中では蛇に形容される程度の説明だが、TRPGではほぼ蛇人間の亜種・劣化種として扱われる。蛇人間の高度な科学の知識は失われ、原始宗教を奉じる穴居人に堕ちている。
クトゥルフ神話TRPGでは『闇の種族』の文章が引用文として用いられ、退化した蛇人間または人間との雑種と説明されている。TRPGの基本ルールブックには載っておらず、副読本の『マレウス・モンストロルム』や、事典の『エンサイクロペディア・クトゥルフ』などに載っている。
欧州伝承の妖精の正体であるという設定は、ハワードがアーサー・マッケンの『黒い石印』に着想を得て作ったもの。またケルト神話にはトゥアハ・デ・ダナーンという神族がおり、彼らも妖精ディーナ・シーとなったとされる。

## 亜種族
ヨスの種族（クン＝ヤンの先住種族）
HPLの『墳丘の怪』にて言及される。北米地下のクン＝ヤンに赤い都市ヨスを築いていた四足歩行の爬虫類種族。宗教はツァトゥグァ。後に人型種族が移住してきたころには、遺跡と家畜キメラを残して姿を消していた。※つまりHPLの段階ではヨスの種族≠ヴァルーシアの蛇人間である。
カーターは彼らを先述の蛇人間であると同定し、ヨスからハイパーボリア大陸に移住したと設定した。
無名都市の爬虫類
HPLの『無名都市』に登場する爬虫類生物。TRPGにて、蛇人間の亜種族として取り込まれた。
アラビア砂漠の無名都市にて、四本足で匍匐生活し、クトゥルフを崇める。かつては海底におり、都市ごと地上に浮上した。
登場作品：無名都市（HPL）、永劫の探究第4部（ダーレス）、牙の子ら（ジョン・ランガン）
崑央の種族

4000年前、殷王朝時代のアジアに文明を築いていた爬虫類種族。人に化けることができる。中国神話の祝融と同一視され、マイナーな神話ではアジアの地底「崑央（クン・ヤン）」に封印されたと伝わる。種族としての名称は不明で、20世紀中国のある科学者は「旧支配者」と呼んだ。宗教はヨス＝トラゴンやクトゥグアなど。
登場作品：『崑央の女王』『十死街』『ヨス＝トラゴンの仮面』（すべて朝松健。英訳作品あり）